# 2918 Salazar
2918 Salazar este un asteroid din centura principală, descoperit pe 9 octombrie 1980 de Carolyn Shoemaker.